# Собор Святих Петра і Павла (Шяуляй)

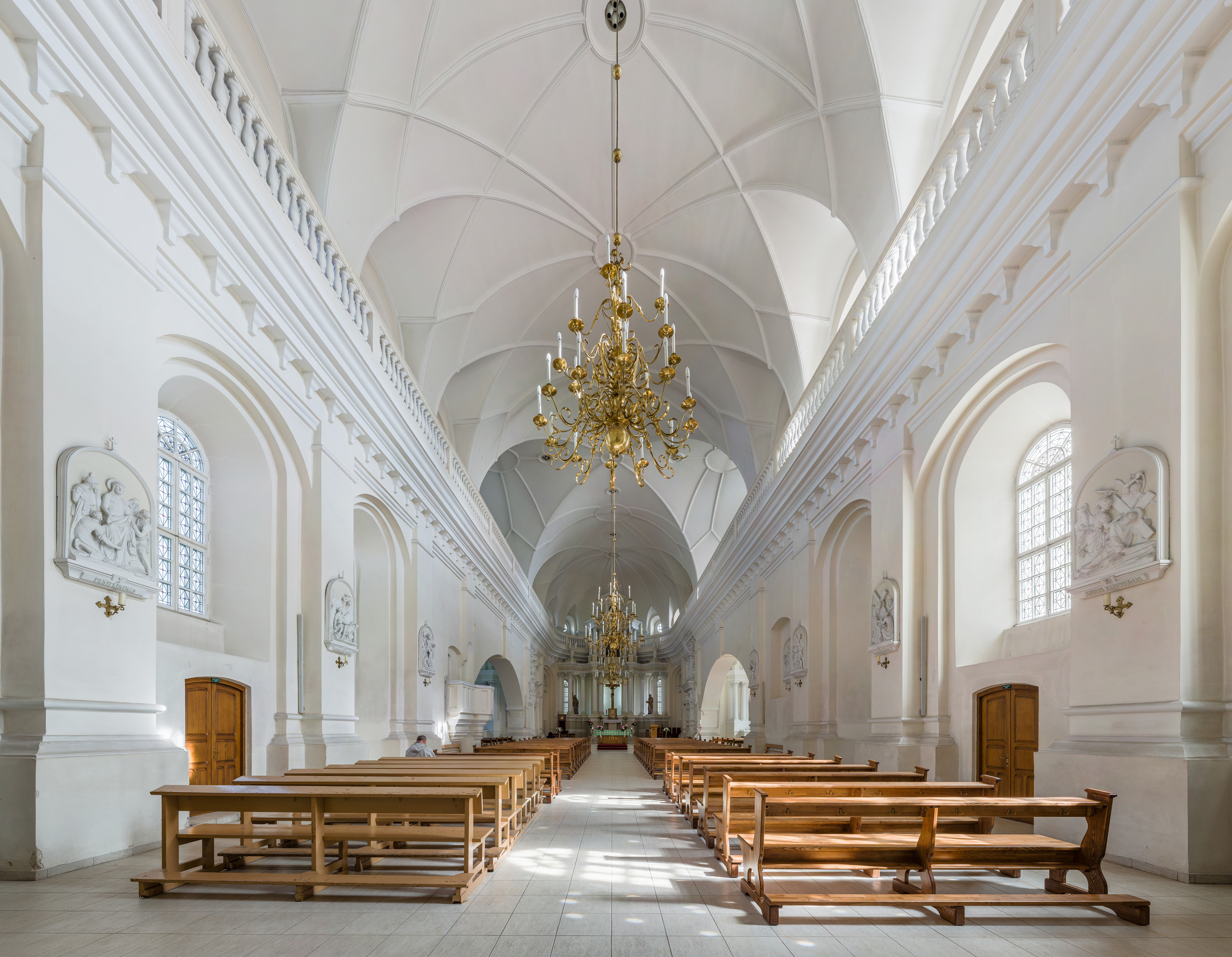
Інтер'єр

Собор святих Петра і Павла (лит. Šiaulių Šv. apaštalų Petro ir Pauliaus katedra) — католицька церква, що знаходиться в місті Шяуляй, Литва. Храм є кафедральним собором Шяуляйської єпархії.

## Історія
Церква святих апостолів Петра і Павла була побудована в Шяуляї в період між 1617 і 1637 роками (за іншими даними — між 1594 і 1625 роками).
У 1880 році храм постраждав від пожежі і незабаром був відновлений. Більш значні пошкодження храм отримав під час Другої світової війни, коли під час боїв у місті в 1944 році церква зазнала руйнувань. Храм був поступово відновлений в радянський час.
Після заснування єпархії Шяуляя храм в 1997 році храм став кафедральним собором.

## Опис
Висота вежі становить близько 70 метрів. На вежі розташовані еркери, що свідчать про оборонний характер церкви в пізньому середньовіччі. Раніше еркери розташовувалися на більшості середньовічних литовських храмів. В даний час цей храмовий елемент зберігся тільки на шяуляйському храмі святих Петра і Павла.
На південній стороні будівлі знаходиться сонячний годинник.
У храмі знаходиться орган XVIII століття, який був перенесений з каунаської церкви Пресвятої Трійці.